# Алиса Нормандская
Алиса Нормандская (или Аделаида, Аделиза, Элис; фр. Adélaïde de Normandie; около 1002 — 1038) — дочь герцога Нормандии Ричарда II, в браке — графиня Бургундии (1016—1026).

## Биография
Алиса была выдана замуж за Рено I, графа Бургундии и родила ему пятерых детей:
- Гильом I, граф Бургундии;
- Ги (около 1025—1069) — воспитанный при дворе Нормандии, он поднял восстание за контроль над герцогством Нормандии против своего двоюродного брата Вильгельма (позже — Вильгельм I Завоеватель). После разгрома возглавляемой им коалиции баронов Нормандии в битве при Валь-э-Дюн в 1047 году Ги был вынужден покинуть свои владения (графства Брионн и Вернон в Нормандии) и нашел убежище у своего дяди Жоффруа II , графа Анжуйского. Позже Ги попытался отобрать графство Бургундия у своего старшего брата Гильома;
- Гуго (около 1037 — около 1086), виконт Лон-ле-Сонье, синьор Монморо, Навийи и Сэй, отец Тибо Монморо, основателя рода Монморо (или Монморе);
- Фульк;
- Альберада Буональберго (около 1033 — около 1122) — первая жена Роберта Гвискара.